# Massimiliano Rossi
Massimiliano Rossi (Napoli, 1970) è un attore e regista teatrale italiano.

## Biografia
La sua formazione ed attività artistica è legata alla sua città ed è essenzialmente teatrale. Noto al pubblico principalmente per aver interpretato il personaggio di Zecchinetta nella prima stagione di Gomorra - La serie nel 2014, ha debuttato però sul grande schermo nel 2011 nel film Mozzarella Stories di Edoardo De Angelis. Nel 2016 è nel cast del film Indivisibili dello stesso Edoardo De Angelis, per il quale viene candidato al David di Donatello per il miglior attore non protagonista 2017.
Il 14 febbraio 2018 esce nelle sale cinematografiche il film a episodi San Valentino Stories, nel quale è uno dei protagonisti della storia L’isola di cioccolato, diretto dal giovane Emanuele Palamara. Nel 2019 è tra i protagonisti de Il primo re. Nel 2020 impersona il ruolo di uno spacciatore nel film La vita davanti a sé (The Life Ahead) diretto da Edoardo Ponti.
Nel 2023 dà il volto all'avvocato Diego Manden, capo di una banda spietata e antagonista principale del film Diabolik - Chi sei? diretto dai Manetti Bros

## Filmografia

### Cinema
- Un giudice di rispetto, regia di Valter Toschi (2000)
- Cecilia, regia di Antonio Morabito (2001)
- Il resto di niente, regia di Antonietta De Lillo (2004)
- Fuoco su di me, regia di  Lamberto Lambertini (2006)
- Giallo?, regia di Antonio Capuano (2009)
- Mozzarella Stories regia di Edoardo De Angelis (2011)
- Milionari, regia di Alessandro Piva (2014)
- Tre tocchi, regia di Marco Risi (2014)
- L'evento, regia di Lorenzo D'Amelio (2014)
- Indivisibili regia di Edoardo De Angelis (2016)
- Falchi regia di Toni D'Angelo (2016)
- Qualcosa di nuovo, regia di Cristina Comencini (2016)
- San Valentino Stories regia di Antonio Guerriero, Emanuele Palamara e Gennaro Scarpato (2018)
- Il vizio della speranza, regia di Edoardo De Angelis (2018)
- Il primo re, regia di Matteo Rovere (2019)
- Mai per sempre, regia di Fabio Massa (2019)
- A Tor Bella Monaca non piove mai, regia di Marco Bocci (2019)
- Il cattivo poeta, regia di Gianluca Jodice (2020)
- La vita davanti a sé (The Life Ahead), regia di Edoardo Ponti (2020)
- Lui è mio padre, regia di Roberto Gasparro (2020)
- Fame, regia di Giuseppe Alessio Nuzzo (2020), cortometraggio
- Psychedelic, regia di Davide Cosco (2021)
- Il giudizio, regia di Gianluca Mattei e Mario Sanzullo (2021)
- Come prima, regia di Tommy Weber (2021)
- ...altrimenti ci arrabbiamo!, regia degli YouNuts! (2022)
- Comandante, regia di Edoardo De Angelis (2023)
- Diabolik - Chi sei?, regia dei Manetti Bros. (2023)
- La chiocciola, regia di Roberto Gasparro (2024)
- Il nibbio, regia di Alessandro Tonda (2025)
- Il mestiere, regia di Beppe Tufarulo (2025)

### Televisione
- Gomorra - La serie – serie TV, 9 episodi (2014)
- Squadra antimafia - Palermo oggi – serie TV, episodi 6x08-6x09 (2014)
- Romulus – serie TV, 6 episodi (2020)
- Natale in casa Cupiello, regia di Edoardo De Angelis – film TV (2020)
- Generazione 56k – serie TV, episodi 1x03-1x08 (2021)
- L'ispettore Coliandro – serie TV, episodio 8x01 (2021)
- Maradona: sogno benedetto (Maradona: sueño bendito) – serie TV, 2 episodi (2021)
- Tutto per mio figlio, regia di Umberto Marino – film TV (2022)
- L'Amica Geniale – serie TV, 10 episodi (2024)
- Hanno ucciso l'Uomo Ragno - La leggendaria storia degli 883 – serie TV, episodi 1x03-1x07 (2024)
- Piedone - Uno sbirro a Napoli, regia di Alessio Maria Federici – miniserie TV (2024)

### Videoclip
- Nadiè - La bionda degli Abba, regia di Renato Chiocca (2017)

## Riconoscimenti
- David di Donatello
  - 2017 – Candidatura a miglior attore non protagonista per Indivisibili
- Ciak d'oro
  - 2017 – Candidatura a miglior attore non protagonista per Indivisibili